# Ach, lieben Christen, seid getrost

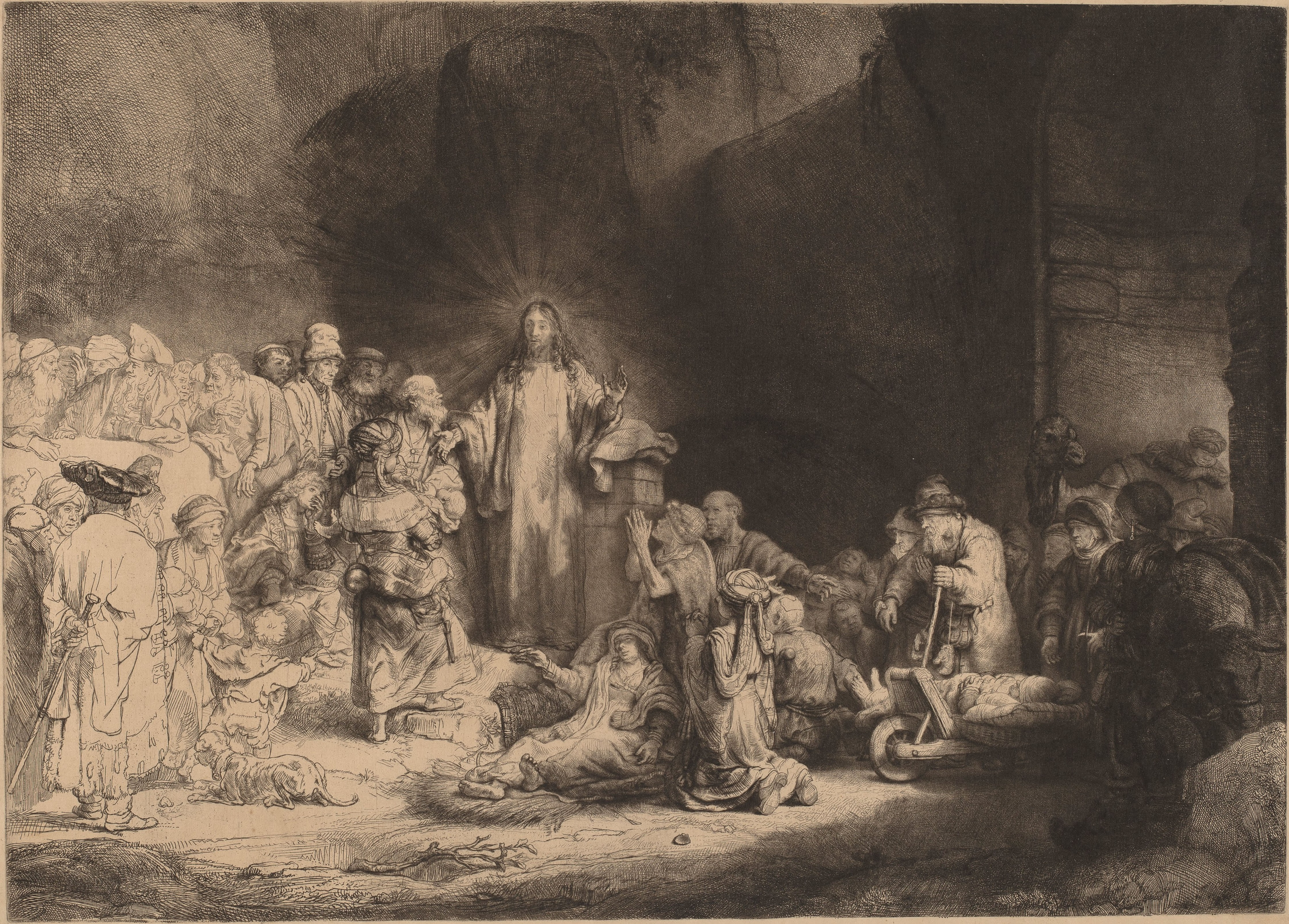
Jesus heilt Kranke, von Rembrandt, 1649

Ach, lieben Christen, seid getrost (BWV 114) ist eine Kirchen-Kantate von Johann Sebastian Bach. Er komponierte die Choralkantate 1724 in Leipzig für den 17. Sonntag nach Trinitatis und führte sie am 1. Oktober 1724 erstmals auf. Sie beruht auf dem Lied von Johannes Gigas.

## Geschichte und Worte
Bach komponierte die Kantate in seinem zweiten Amtsjahr in Leipzig, in dem er einen Zyklus von Choralkantaten schuf. Die vorgeschriebenen Lesungen für den Sonntag waren Eph 4,1–6 , die Ermahnung zur Einigkeit im Geist, und Lk 14,1–11 , die Heilung eines Wassersüchtigen am Sabbat und die Mahnung zur Bescheidenheit.
Die Kantate basiert auf dem Bußlied in sechs Strophen von Johannes Gigas (1561), das zur Melodie von „Wo Gott der Herr nicht bei uns hält“ gesungen wird. Das Lied ist nur allgemein mit dem Evangelium verbunden, es konzentriert sich darauf, dass der Christ sündigt und Strafe verdient, aber durch einen „seligen Tod“ aus Trübsal in Freude versetzt werden kann. Ein unbekannter Dichter behielt die erste, dritte und letzte Strophe als Sätze 1, 4 und 7 der Kantate im Wortlaut bei. Er entwickelte die Sätze 2 und 3, Arie und Rezitativ, aus der zweiten Strophe, Satz 5, eine weitere Arie, aus der vierten Strophe, und das letzte Rezitativ aus der fünften Strophe. In Satz drei erweiterte er den Liedtext und stellte eine Verbindung zum Evangelium her, indem er die Sünde mit der Krankheit Wassersucht verglich und sie als ebenfalls heilbedürftig darstellte, „diese Sündenwassersucht ist zum Verderben da und wird dir tödlich sein“. Er spielte auf Adams Fall an, aus der Anmaßung heraus, wie Gott sein zu wollen: „Der Hochmut aß vordem von der verbotnen Frucht, Gott gleich zu werden“.
Bach führte die Kantate am 1. Oktober 1724 erstmals auf.

## Besetzung und Aufbau
Die Kantate ist besetzt mit vier Solisten, Sopran, Alt, Tenor und Bass, vierstimmigem Chor, Horn zur Verstärkung des Soprano im Choral, Flauto traverso, zwei Oboen, zwei Violinen, Viola und Basso continuo.
1. Coro: Ach, lieben Christen, seid getrost
2. Aria (Tenor): Wo wird diesem Jammertale
3. Recitativo (Bass): O Sünder, trage mit Geduld
4. Chorale (Sopran): Kein Frucht das Weizenkörnlein bringt
5. Aria (Alt): Du machst, o Tod, mir nun nicht ferner bange
6. Recitativo (Tenor): Indes bedenke deine Seele
7. Chorale: Wir wachen oder schlafen ein

## Musik
Im Eingangschor, einer Choralfantasie, stellt Bach die gegensätzlichen Aspekte des Textes, Trost und Furcht, in unterschiedlichen Themen dar, die gleichzeitig in den Instrumenten auftreten: Ein zuversichtliches Thema ist von der Liedmelodie abgeleitet und erscheint in den Oboen und den ersten Violinen, ein ängstlich zitterndes wird von den zweiten Violinen und dem Continuo gespielt. Der Sopran, verstärkt vom Horn, singt die Liedmelodie in langen Noten als cantus firmus, während die Unterstimmen je nach Textausdeutung teils in ausdrucksvoller Imitation, teils homophon singen.
Die erste Arie (Tenor) mit einer virtuosen Flöte verdeutlicht ebenfalls gegensätzlich die ängstliche Frage „Wo wird in diesem Jammertale vor meinen Geist die Zuflucht sein?“ und im Mittelteil das vertrauensvolle „Allein zu Jesu Vaterhänden will ich mich in der Schwachheit wenden“, doch kehrt die Frage in der da-capo-Form zurück. Das erste Rezitativ beginnt secco, doch werden die gegensätzlichen Worte „erhebst“ und „erniedrigt“ aus dem Evangelium als Arioso hervorgehoben. Die zentrale Liedstrophe wird vom Sopran fast unverziert gesungen und nur vom Continuo begleitet. Die Alt-Arie zeigt Vertrauen und steht als einziger Satz der Kantate in einer Dur-Tonart. Umso stärker wirkt die Moll-Färbung zu den Worten „Es muß ja so einmal gestorben sein“. Die Kantate endet mit einem schlichten vierstimmigen Choralsatz.

## Einspielungen
- Die Bach Kantate Vol. 52, Helmuth Rilling, Frankfurter Kantorei, Gächinger Kantorei, Bach-Collegium Stuttgart, Gabriele Schnaut, Julia Hamari, Kurt Equiluz, Wolfgang Schöne, Hänssler 1974/1981
- J.S. Bach: Das Kantatenwerk · Complete Cantatas · Les Cantates, Folge / Vol. 28 - BWV 43-46, Gustav Leonhardt, Knabenchor Hannover, Leonhardt-Consort, Solist des Knabenchor Hannover, René Jacobs, Kurt Equiluz, Max van Egmond, Telefunken 1980
- Bach Edition Vol. 5 – Cantatas Vol. 2, Pieter Jan Leusink, Holland Boys Choir, Netherlands Bach Collegium, Ruth Holton, Sytse Buwalda, Knut Schoch, Bas Ramselaar, Brilliant Classics 1999
- J.S. Bach: Complete Cantatas Vol. 12, Ton Koopman, Amsterdam Baroque Orchestra & Choir, Lisa Larsson, Annette Markert, Christoph Prégardien, Klaus Mertens, Antoine Marchand 2000
- Bach Cantatas Vol. 9: Lund / Leipzig / For the 17th Sunday after Trinity / For the 18th Sunday after Trinity, John Eliot Gardiner, Monteverdi Choir, English Baroque Soloists, Katharine Fuge, Charles Humphries, Mark Padmore, Stephan Loges, Soli Deo Gloria 2000
- J.S. Bach: Cantatas Vol. 25 – Cantatas from Leipzig 1724 – BWV 78, 99, 114, Masaaki Suzuki, Bach Collegium Japan, Yukari Nonoshita, Daniel Taylor, Makoto Sakurada, Peter Kooij, BIS 2003